# Bug-Dnister-Kultur
| Prähistorische Kulturen Russlands |                         |
| Mittelsteinzeit                   |                         |
| Kunda-Kultur                      | 7400–6000 v. Chr.       |
| Jungsteinzeit                     |                         |
| Bug-Dnister-Kultur                | 6500–5000 v. Chr.       |
| Dnjepr-Donez-Kultur               | 5500–4000 v. Chr.       |
| Sredny-Stog-Kultur                | 4500–3500 v. Chr.       |
| Jekaterininka-Kultur              | 4300–3700 v. Chr.       |
| Kammkeramische Kultur             | 4200–2000 v. Chr.       |
| Fatjanowo-Kultur                  | um 2500 v. Chr.         |
| Kupfersteinzeit                   |                         |
| Nordkaspische Kultur              |                         |
| Kurgankultur                      | 5000–3000 v. Chr.       |
| Samara-Kultur                     | um 5000 v. Chr.         |
| Chwalynsk-Kultur                  | 5000–4500 v. Chr.       |
| Botai-Kultur                      | 3700–3100 v. Chr.       |
| Jamnaja-Kultur                    | 3600–2300 v. Chr.       |
| Afanassjewo-Kultur                | 3500–2500 v. Chr.       |
| Ussatowe-Kultur                   | 3300–3200 v. Chr.       |
| Glaskowo-Kultur                   | 3200–2400 v. Chr.       |
| Bronzezeit                        |                         |
| Poltavka-Kultur                   | 2700–2100 v. Chr.       |
| Potapovka-Kultur                  | 2500–2000 v. Chr.       |
| Katakombengrab-Kultur             | 2500–2000 v. Chr.       |
| Abaschewo-Kultur                  | 2500–1800 v. Chr.       |
| Sintaschta-Kultur                 | 2100–1800 v. Chr.       |
| Okunew-Kultur                     | um 2000 v. Chr.         |
| Samus-Kultur                      | um 2000 v. Chr.         |
| Andronowo-Kultur                  | 2000–1200 v. Chr.       |
| Susgun-Kultur                     | um 1700 v. Chr.         |
| Srubna-Kultur                     | 1600–1200 v. Chr.       |
| Kolchis-Kultur                    | 1700–600 v. Chr.        |
| Begasy-Dandybai-Kultur            | um 1300 v. Chr.         |
| Karassuk-Kultur                   | um 1200 v. Chr.         |
| Ust-Mil-Kultur                    | um 1200–500 v. Chr.     |
| Koban-Kultur                      | 1200–400 v. Chr.        |
| Irmen-Kultur                      | 1200–400 v. Chr.        |
| Spätirmen-Kultur                  | um 1000 v. Chr.         |
| Plattengrabkultur                 | um 1300–300 v. Chr.     |
| Aldy-Bel-Kultur                   | 900–700 v. Chr.         |
| Eisenzeit                         |                         |
| Baitowo-Kultur                    |                         |
| Tagar-Kultur                      | 900–300 v. Chr.         |
| Nosilowo-Gruppe                   | 900–600 v. Chr.         |
| Ananino-Kultur                    | 800–300 v. Chr.         |
| Tasmola-Kultur                    | 700–300 v. Chr.         |
| Gorochowo-Kultur                  | 600–200 v. Chr.         |
| Sagly-Baschi-Kultur               | 500–300 v. Chr.         |
| Jessik-Beschsatyr-Kultur          | 500–300 v. Chr.         |
| Pasyryk-Stufe                     | 500–300 v. Chr.         |
| Sargat-Kultur                     | 500 v. Chr.–400 n. Chr. |
| Kulaika-Kultur                    | 400 v. Chr.–400 n. Chr. |
| Tes-Stufe                         | 300 v. Chr.–100 n. Chr. |
| Schurmak-Kultur                   | 200 v. Chr.–200 n. Chr. |
| Taschtyk-Kultur                   | 100–600 n. Chr.         |
| Tschernjachow-Kultur              | 200–500 n. Chr.         |

Die Bug-Dnister-Kultur (ca. 6500–5000 v. Chr.) ist eine archäologische Kultur des Neolithikums in den Gebieten des heutigen Moldawiens und der Ukraine an den Flüssen Dnister und dem südlichen Bug.
Diese Kultur folgte der dortigen mesolithischen Tradition und entwickelte in ihrem 1500-jährigen Verlauf folgende Phasen.
Die Frühphase, obwohl noch eine Jäger-/Sammler-Kultur, wird in der russisch-ukrainischen Terminologie als Präkeramisches Neolithikum bezeichnet. Die Menschen lebten von der Jagd auf Auerochsen, Rothirsch und Wildschweine und fischten Plötzen, Aale und Hechte. Belege für Landwirtschaft fanden sich bisher nicht.
Nach Anthony (2007) sind ab etwa 6200 v. Chr. die ersten Keramiken bekannt. Hauptsächlich sind dies flach- oder spitzbödige Kannen, die mit Wellenlinien verziert worden sind. D. Gaskevych (2014) gibt für Keramik neuere Radiokarbondaten zwischen ca. 6356 bis 4585 (68,2 %) kal.v. Chr.
Ab etwa 5800 v. Chr. führen Einflüsse der Starčevo-Kultur zu erheblichen Veränderungen. Dies zeigte sich sowohl im Keramik-Stil als auch dem Wechsel vom Wildgras zum Einkorn, Emmer und Dinkel.
Um 5500 v. Chr. ändert sich der Stil der Keramik zu dem der Linearbandkeramik (LBK). Die LBK-Leute kamen wahrscheinlich vom Oberen Dnister in diese Region und drangen vermutlich bis zur unteren Donau vor. Grubenhäuser wurden durch Langhäuser ersetzt.
Um 5270 v. Chr. entwickelte die Linienbandkeramik in Österreich einen neuen Dekorationsstil, die sogenannte Notenkopfkeramik. Unterbrochene geritzte Linien ersetzten die Bänderverzierung der frühen Linearbandkeramik, eckige Mäander wurden in Zick-zack-Motiven umlaufend aufgetragen. In den Unterbrechungen der Ritzlinien sitzen eingestochene Punkte, die Notenköpfe. Im Randbereich sind ebenfalls umlaufend eingestochene Punkte in einer oder mehreren Reihen angebracht. Dieser Stil verbreitete sich schnell über die Slowakei nach Polen am westlichen Bug und gelangte von dort entlang der Dnister und dem Pruth in die Ukraine und nach Rumänien.
Später ging die Bug-Dnister-Kultur in der Cucuteni-Tripolje-Kultur auf.